# Dalibor Bagarić
Dalibor Bagarić (ur. 7 lutego 1980 w Monachium) – chorwacki koszykarz, reprezentant kraju, występujący na pozycji środkowego.

## Kariera sportowa
W 2000 reprezentował Chicago Bulls, podczas rozgrywek Southern California Summer Pro League oraz Rocky Mountain Summer League, rok później Rocky Mountain Revue, a w 2003 Reebok Rocky Mountain Revue.

## Osiągnięcia
Na podstawie, o ile nie zaznaczono inaczej.
Drużynowe
- Mistrz:
  - Eurocup (2015)
  - Chorwacji (1999, 2010)
  - Włoch (2005)
  - Niemiec (2015)
- Wicemistrz:
  - Ligi Adriatyckiej (2010)
  - Włoch (2006)
- Zdobywca:
  - pucharu Chorwacji (1999, 2012)
  - superpucharu Włoch (2005)
- Finalista pucharu:
  - Chorwacji (2010)
  - Grecji (2004)

Indywidualne
- Uczestnik meczu gwiazd ligi:
  - chorwackiej (2000)
  - greckiej (2004)
- Lider ligi greckiej w blokach (2011)

### Reprezentacja
Seniorów
- Uczestnik:
  - mistrzostw Europy (2003 – 11. miejsce, 2005 – 7. miejsce)
  - kwalifikacji do Eurobasketu (1999, 2001, 2005)

Młodzieżowe
- Mistrz Europy:
  - U–18 (1996)
  - U–16 (1995)
- Brązowy medalista mistrzostw świata U–19 (1999)